# Vopnafjörður

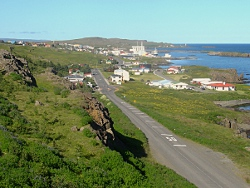
Vopnafjörður

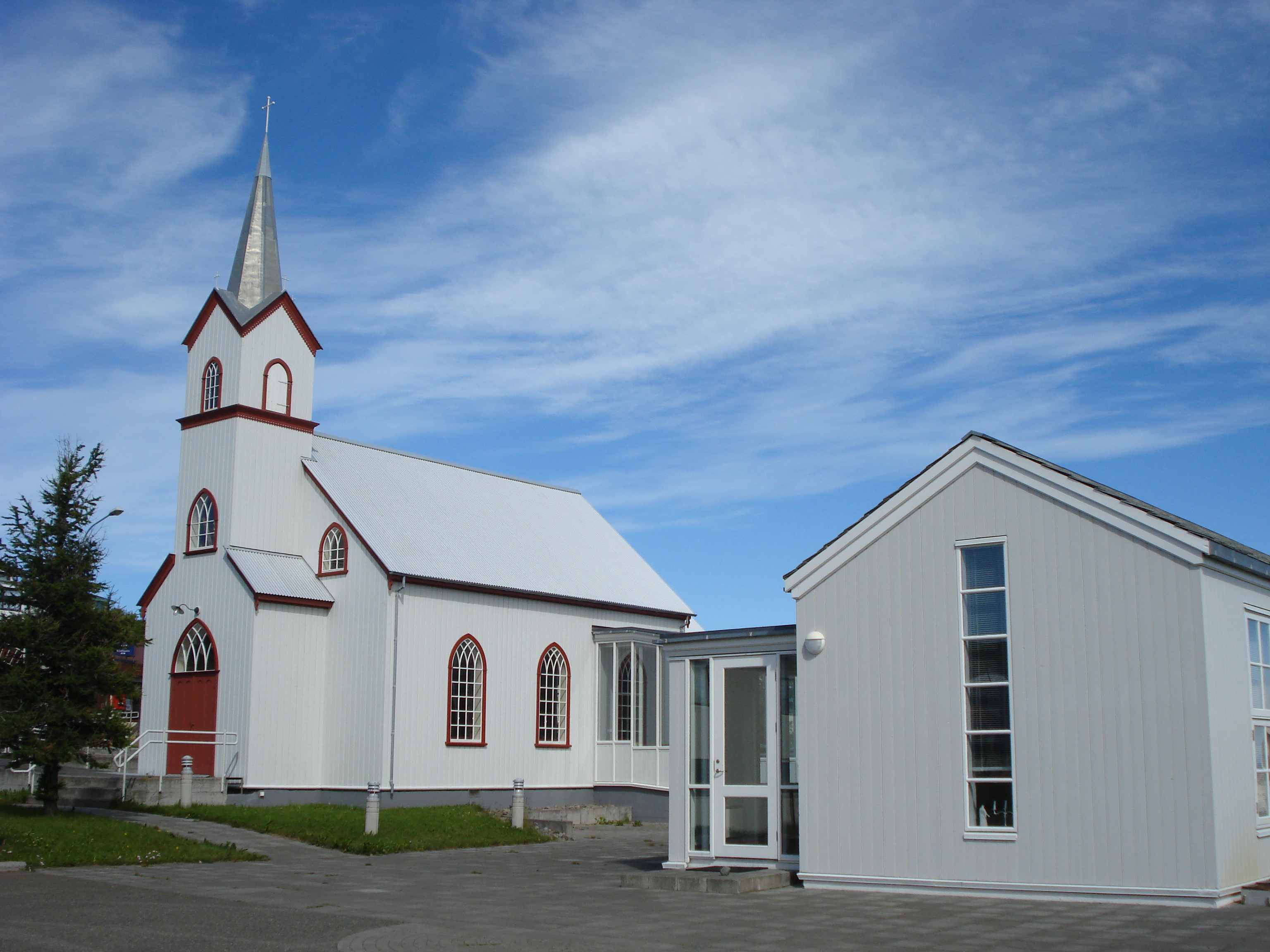
Kirche des Ortes Vopnafjörður

Die Landgemeinde Vopnafjörður ['vɔhpnaˌfjœrðʏr] (isl. Vopnafjarðarhreppur) ist eine isländische Gemeinde in der Region Austurland im Nordosten Islands.
Am 1. Januar 2023 hatte die Gemeinde 661 Einwohner.
Der Ort Vopnafjörður („Waffenfjord“) mit 526 Einwohnern liegt am gleichnamigen Fjord.

## Verkehr
Nach Reykjavík sind es 622 und nach Egilsstaðir 173 Kilometer. Es gibt zwei Straßenverbindungen, einerseits über die Hellisheiði eystri oder andererseits durch die Täler Vesturárdalur und Hofsárdalur.
Letztere in Verbindung mit dem Hringvegur ist ganzjährig offen, die andere über die Hellisheiði eystri zeitweilig im Winter geschlossen.
Die Gemeinde verfügt über den Flugplatz Vopnafjörður, über den auch Linienverbindungen nach Akureyri und Þórshöfn angeboten wurden.

## Geschichte
Die Kaufleute der Hanse machten hier im Mittelalter Station. Nach der Einführung des Handelsmonopols durch die Dänen im 16. Jahrhundert hatten diese hier eine Handelsniederlassung. Ab 1787 siedelten sich hier freie Kaufleute an, die die Bauern der Gegend versorgten bzw. deren Produkte ankauften. Erst ab dem Ende des 19. Jahrhunderts bildete sich ein Fischerdorf in Vopnafjörður. Der Hafen wurde 1968 nochmals besser ausgebaut und ist der wichtigste Fischerhafen im Nordosten von Island.
Die Pfarrkirche datiert von 1902 und hat unter anderem ein Altarbild von Jóhannes Sveinsson Kjarval vorzuweisen.

## Tourismus
Nördlich von Vopnafjörður im Selárdalur liegt ein Freibad, das aus einem Thermalgebiet versorgt wird. Südlich, auch am Norðausturvegur, der Straße 85, liegt der Torfhof Bustarfell.
Der Fluss Hofsá í Vopnafirði ist ein berühmter Lachsfluss.

## Einwohnerentwicklung
Wie inzwischen die meisten Gebiete Islands außer dem Südwesten rund um die Hauptstadt Reykjavík ist Vopnafjörður von starkem Bevölkerungsverlust betroffen. Von 1997 bis 2006 betrug der Bevölkerungsrückgang 16 %.
| Datum         | Einwohner |
| ------------- | --------- |
| 1. Dez. 1997: | 847       |
| 1. Dez. 2003: | 741       |
| 1. Dez. 2004: | 732       |
| 1. Dez. 2005: | 725       |
| 1. Dez. 2006: | 712       |
| 1. Dez. 2007: | 701       |
| 1. Dez. 2008: | 678       |
| 1. Dez. 2009: | 682       |
| 1. Dez. 2010: | 670       |
| 1. Dez. 2011: | 675       |

## Persönlichkeiten
- Violeta Mițul (1997–2023), moldauische Fußballspielerin, in Vopnafjörður verstorben